# 삼명 (드라마)
《삼명》(三命)은 2025년 방송되었던 홍콩의 텔레비전 드라마이다.

## 등장 인물
- 쑤자러 (蘇家樂) / 천궈방 - 駱澤信 역
- 린카이링 (林愷鈴) - 林海琪 역
- 우융스 (伍詠詩) - 陳家瑩 역
- 천페이쓰 (陳佩思) - 林寶燕 역